# Sevca
Sevca (albanska: Sevca, serbiska: Sevca) är en by i Kosovo. Den ligger i kommunen Shtërpca. Enligt den senaste folkräkningen år 2011 fanns det 176 invånare.

## Demografi
| Demografi | 2011 |
| --------- | ---- |
| serber    | 174  |
| annat     | 1    |
| okänt     | 1    |